# Martin Miklík
Martin Miklík (ur. 29 sierpnia 1972 w Nitrze) – słowacki hokeista występujący w niemieckim zespole ESC Halle.

## Kariera klubowa
- HK Nitra (1993–1999)
- HC Havířov (1999)
- Podhale Nowy Targ (1999–2000)
- ESC Dorfen (2000–2001)
- HK Nitra (2001–2002)
- EV Ravensburg (2002–2005)
- ESC Halle (od 2005)

## Kariera reprezentacyjna
W reprezentacji Słowacji rozegrał 19 spotkań i strzelił 4 gole.